# Église Saint-Martin de Montbrehain
Pour les articles homonymes, voir Église Saint-Martin.
Vous pouvez aider à l'améliorer ou bien discuter des problèmes sur sa page de discussion.
- Il ne cite pas suffisamment ses sources. Vous pouvez indiquer les passages à sourcer avec {{référence nécessaire}} ou {{Référence souhaitée}}, et inclure les références utiles en les liant aux notes de bas de page. (Marqué depuis mai 2025)
- Son texte doit être wikifié : il ne correspond pas à la mise en forme Wikipédia (style, typographie, liens internes, liens entre les wikis, etc.). (Marqué depuis mai 2025)

- Archive Wikiwix
- Bing
- Cairn
- DuckDuckGo
- E. Universalis
- Gallica
- Google
- G. Books
- G. News
- G. Scholar
- Persée
- Qwant
- (zh) Baidu
- (ru) Yandex
- (wd) trouver des œuvres sur Wikidata

L'église Saint-martin de Montbrehain  est une église située à Montbrehain, Aisne en France.

## Localisation
Très visible de loin, l'église est située sur la  partie la plus élevée du village.

## Historique

### L'ancienne église
Il existe peu de renseignements sur l'origine de l'église Saint-Martin de Montbrehain. Son nom vient très probablement du fait qu'elle dépendait de l'abbaye du Mont-Saint-Martin. Un procès-verbal de visite de cette église datée du 31 janvier 1754 en présence du prieur-curé de la paroisse, donne une description précise de l'édifice: le choeur a 21 pieds du roy de longueur sur 26 pieds de largeur et 16 pieds et demi de hauteur (un pied du roy représente 32,5 cm, les dimensions du chœur sont donc: L=6,80 m; l=8,50 m et h=4,60 m); les gros murs, la charpente en bois de "chesne" et la couverture en ardoises sont en bon état ; l'autel en bois de "chesne" est très propre, le pavé est fait de pierre dure.
Il n'y a pas de sacristie. M. l'Abbé du Mont-Saint-Martin est seul gros décimateur et chargé du chœur" .
Elle était construite en pierre calcaire. Comme le montrent les documents photographiques, les deux toits qui recouvraient la nef et le chœur étaient de hauteur différentes. Le clocher pointu a été remplacé avant la guerre par un clocher beaucoup plus petit. Il y avait deux chapelles latérales de chaque côté de la nef et deux autres sur les côtés du chœur.

### La destruction de l'église
Après la percée de ligne Hindenburg à Bellenglise fin septembre 1918, les troupes anglo-australiennes arrivent aux abords de Montbrehain le 3 octobre. Pendant trois jours de violents combats, qui feront des centaines de victimes, se déroulent pour la prise du village âprement défendu par les Allemands . À la suite des bombardements, l'église, ainsi que de nombreuses habitations, sont endommagées. Comme le montrent les documents photographiques de l'époque, l'église a subi de nombreux dégâts et ses structures fragilisées. Elle devra être rasée complètement.

### La nouvelle église
Après l'armistice, une église provisoire en bois a été construite ; elle a été utilisée pendant 5 ans environ. La nouvelle église a été reconstruite au même emplacement mais l'orientation a été inversée. Elle est construite en briques.

## Galerie

L'ancienne église de Montbrehain
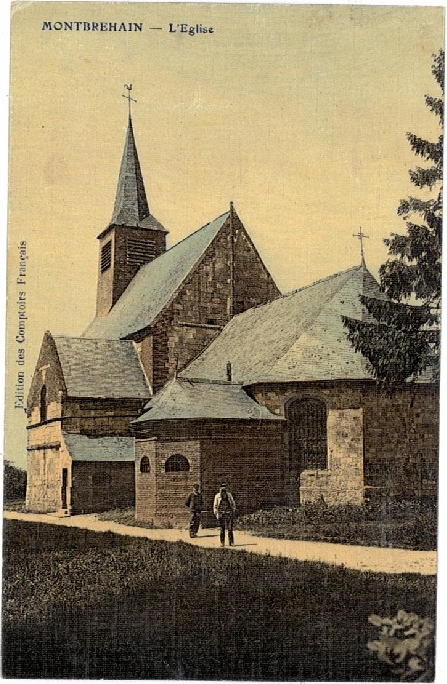
L'église vers 1900.
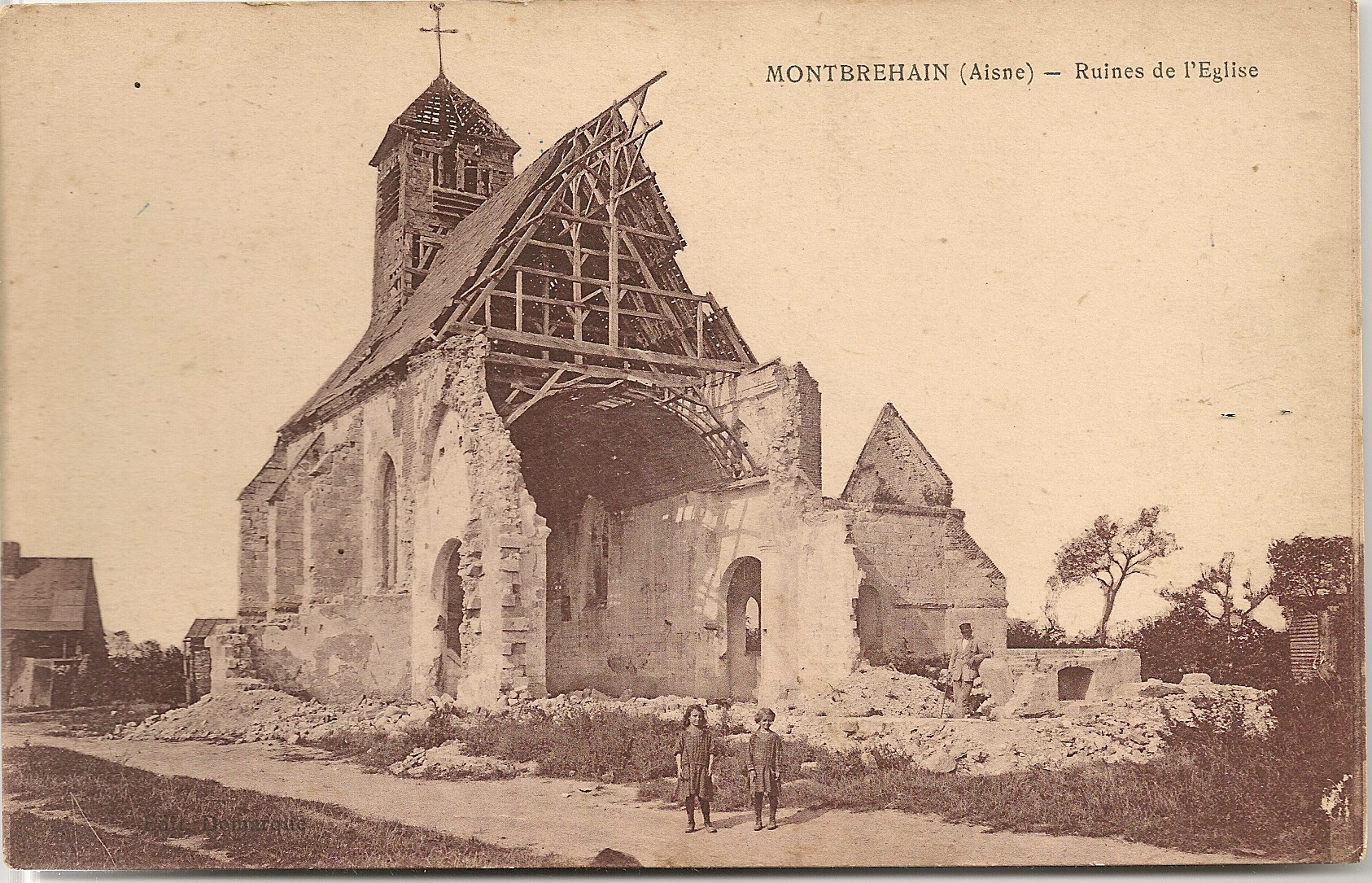
Etat de l'église en début 1919: il ne subsiste que la nef; le chœur est entièrement écroulé.
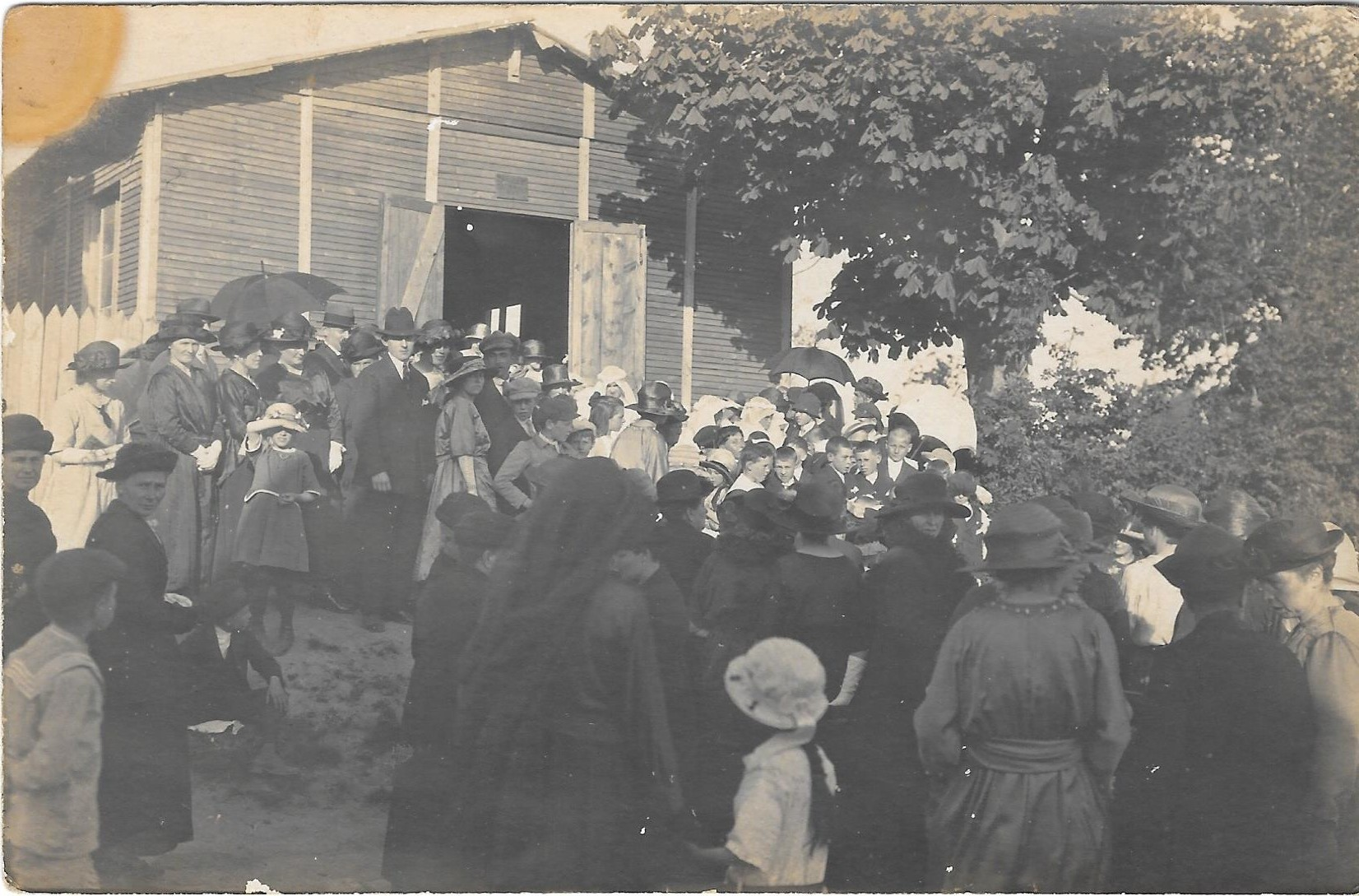
Entrée de la messe  dans l'église provisoire en 1922.
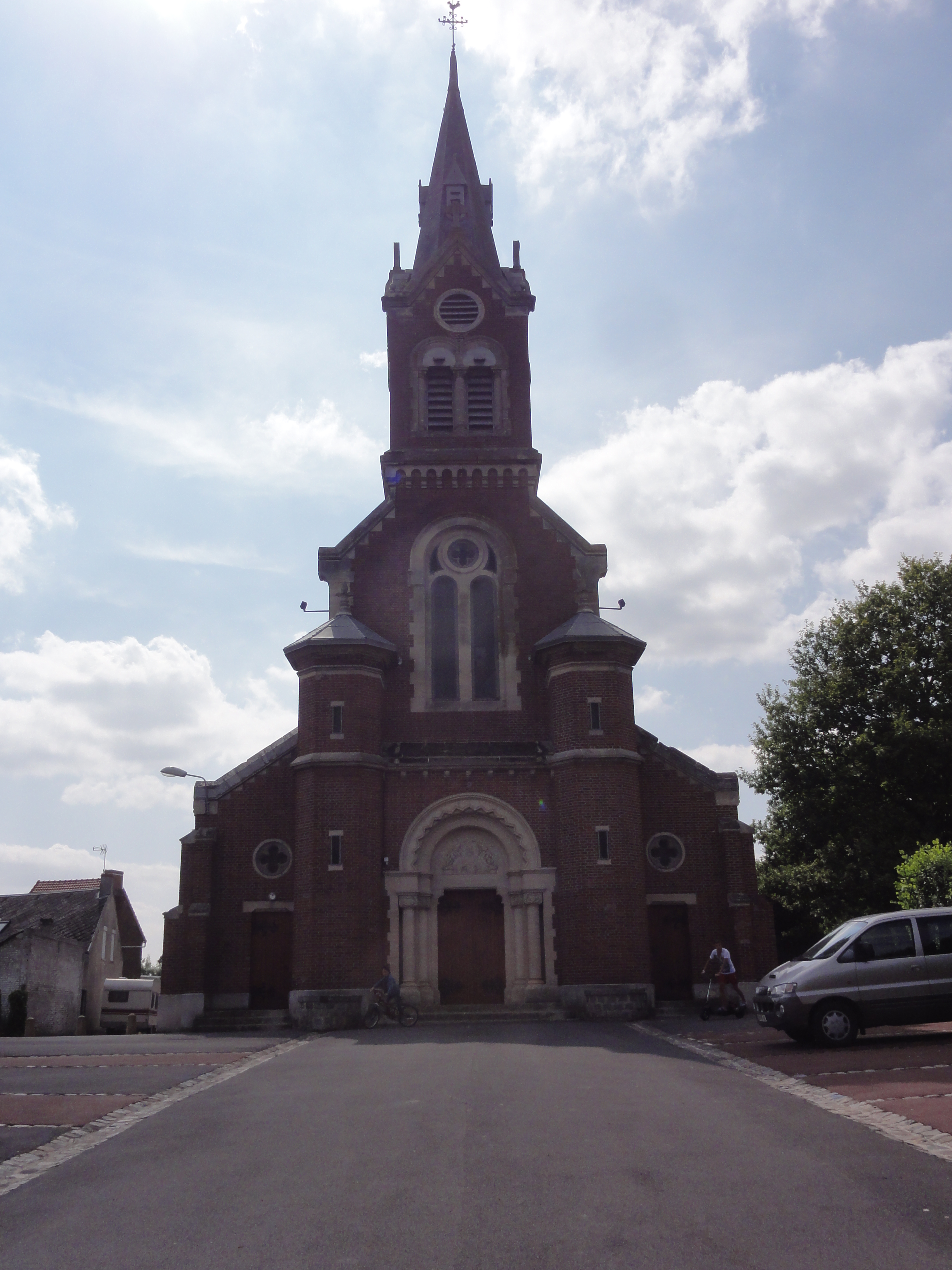
L'église actuelle.